# Винко Димитријевић (сликар)
Винко Димитријевић био је српски сликар, иконописац и друштвени радник. Рођен је 15. априла 1960. године у (Црвеој Јабуци општина Бабушница), а преминуо 7. aприла 2021. године (Пирот).

## Биографија
Похађао је основну школу у Црвеној Јабуци а средњу школу у Бабушници. Завршио је школу иконописа у Нишу и носилац мајсторског писма (са благословом  Патријарха српског Иринеја). Сликарством се бавио од 1980. године. Био је један од оснивача Ликовне секције при Дому Културе Бабушница 1987. године. Секција је организовала прву изложбу 1987. године.
Један је од оснивача дечијег фестивала „Лужничка чаролија“, а водио је и „Креативну играоницу Винка Димитријевића“. Током „Лужничких чаролија“ обишао је све основне школе и истурена одељења у Бабушничкој општини. Често је био у жирију за оцењивање радова деце.
Био је председник Управног одбора Дома културе Бабушница и Одборник у Скупштини општине Бабушница.
Био је члан:
- Удружења „Пиргос Арт“ из Пирота
- Друштва ликовних уметника „Арт-06“ из Бабушнице
- Удружења ликовних уметника „Железнице Србије“

Такође је био један од организатора Школе иконописа у Бабушници.

## Очување традиције
Велики труд је уложио у културу Бабушнице и Лужнице. Дао је велики допринос у очувању традиције и стваралаштва : Црвене Јабуке и Општине Бабушница. У том циљу оформио је етно собу са етно експонатима свог краја као и израду реплике „Старе воденице“.

### Галерија „Етно соба“
- Стари телефон
- Преслица
- Грнчарија
- Кревет из седамдесетих година прошлог века у Лужници
- Моја воденица

## Изложбе
Имао је 13 самосталних изложби и учестовао на 180 колективних. Наводимо само нека места где су одржаване изложбе са његовим радовима: Бабушница, Исток (Косово и Метохија), Ниш, Ужице, Крушевац, Оџаци, Лапово, Јагодина, Баточина...
Бабушничко Удружење грађана „Вега“ 2017. године организовало је тромесечну радионицу „Икона српско благо“  и изложбу са 40 радова , а радионицу је водио Винко Димитријевић. Након изложбе слике су дариване Храму Рођења Пресвете Богородице у Бечу.

## Ликовне колоније
Учествовао је на преко 70 ликовних колонија у Србији и Републици Српској а у неким насељима и неколико пута. Неке  ликовних колонија су: Смедерево, Челарево, Сремска Митровица, Оџаци, Власина, Врело (Стара Планина), Доњи Душник, Гаџин Хан, Горчинце, Ракита
  Бијељина, Кучево, Лапово, Жагубица, Корени (Житорађа) , Драгинац ( Лозница), Звоначка Бања, Орљане (Дољевац)  Кучево , Александровац, Црвена Јабука...
- Црвена Јабука (Бабушница) 2016.
- Гаџин Хан 2017.
- Александровац 2017.

## Иконе и слике
Његове иконе и слике налазе се у пословним институцијама и кућама многих људи широм Србије а неке и у иностранству у Немачкој, Шведској, САД, Русији, Аустрији, Италији, Бугарској, Румунији, Грчкој, Словенији...
Иконе се налезе и у: Храму Светих цара Константина и царице Јелене у Црвеној Јабуци   14 икона, у Грчкој у „Цркви Светог Николе“ у  насељу Неа Перамос , Храм Пресвете Богородице у Бечу и још неким црквама широм Србије и неким земљама Европе и Америке...

## Награде и признања
- Награда публике на Међународној изложби слика у Лапову.
- Награда за очување етно мотива од заборава у Оџацима.[17]
- Поштанска марка са иконом коју је нацртао Винка издата је 2018. године

## Галерија "СликеЦрвене Јабукеицркве у Црвеној Јабуци"
- Икона у цркви у Црвеној Јабуци ("Цар Константин и Царица Јелена")
- Икона "Свети Димитрије"
- Стара воденица у Црвеној Јабуци
- Улаз у Цркву у Црвеној Јабуци
- Унутрашњост цркве

## Галерија „Уметничке слике“
- Манастир "Свете Петке" у Горчинцу
- Кућа у Црвеној Јабуци
- Големи стол